# Camp de l'Illa
El Camp de l'Illa és un antic camp de conreu modernament convertit en planter del terme municipal de Monistrol de Calders, al Moianès.

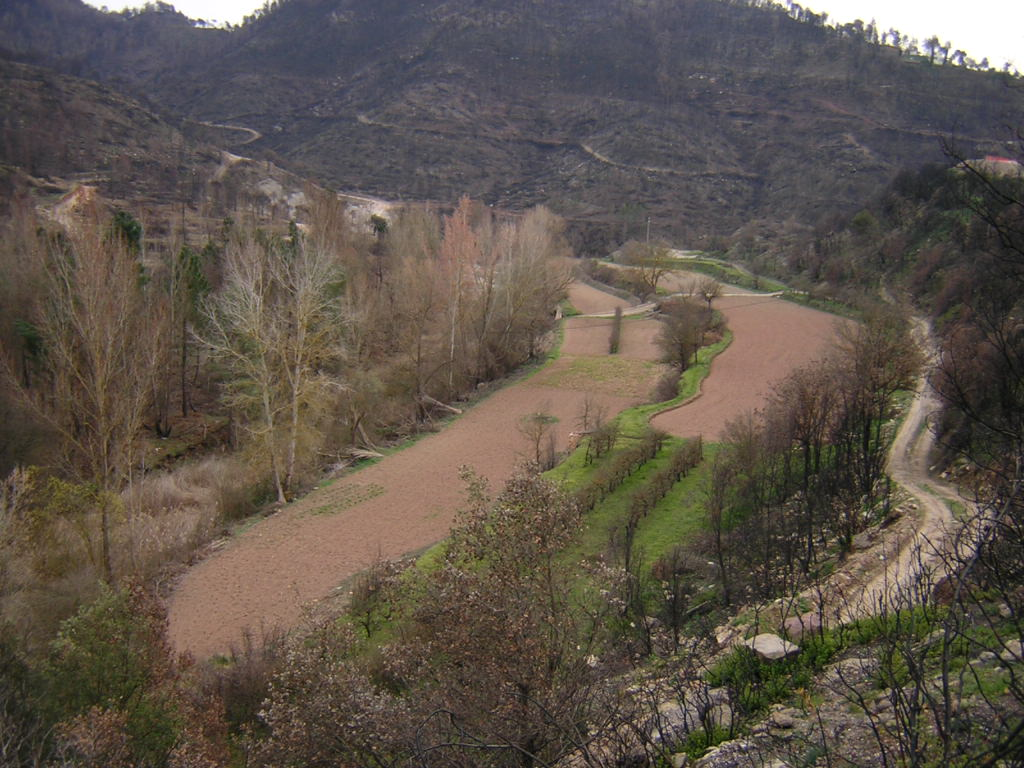
El Camp de l'Illa; al fons, el gorg i els horts de Saladic

Està situat a prop i a llevant del poble de Monistrol de Calders, a la dreta de la riera de Sant Joan, a sota i al nord-est de la masia de Saladic. És al nord-oest del Gorg de Saladic.